# Friedrich Emanuel von Hurter
Friedrich Emanuel von Hurter, född 19 mars 1787 i Schaffhausen, död 27 augusti 1865 i Graz, var en schweizisk-österrikisk historiker; far till Hugo Hurter.
Hurter blev 1824 andre och 1835 förste föreståndare för reformerta kyrkan i kantonen Schaffhausen. Här författade han det stora verket Geschichte Papst Innocenz’ III und seiner Zeitgenossen (fyra band, 1834–42), i vilket hans aristokratisk-konservativa livsuppfattning gav sig luft i ett förhärligande av medeltiden och dess kyrkliga idéer. Detta arbete gjorde honom med ens till en berömd man.
Hurter trädde för varje år i allt närmare förbindelse med de romerska katolikerna; först 1841 avsade han sig emellertid sitt ämbete, och 1844 avsvor han i Rom den reformerta läran. I Geburt und Wiedergeburt, Erinnerungen aus meinem Leben (tre band, 1845) skildrade han sin inre utveckling, varefter han 1846 inträdde i österrikisk tjänst som hovråd och historiograf. Under de revolutionära rörelserna 1848 förlorade han sin tjänst, men återfick den och adlades 1852.
Hurters förnämsta arbete som österrikisk historiograf är Geschichte Ferdinands II. und seiner Eltern (11 band, 1850–64), vilket dock är starkt tendentiöst; reformationen tedde sig för honom som en källa till allt ont. Bland hans övriga arbeten kan nämnas Denkwürdigkeiten aus dem letzten Decennium des 18. Jahrhunderts (1840) och Wallensteins vier letzte Lebensjahre (1862).
Sonen Heinrich von Hurter (1825-1895) var romersk-katolsk präst och utgav bland annat Friedrich von Hurter und seine Zeit (två band, 1876–77).